# Maréchal de France
Pour les articles homonymes, voir Maréchal.

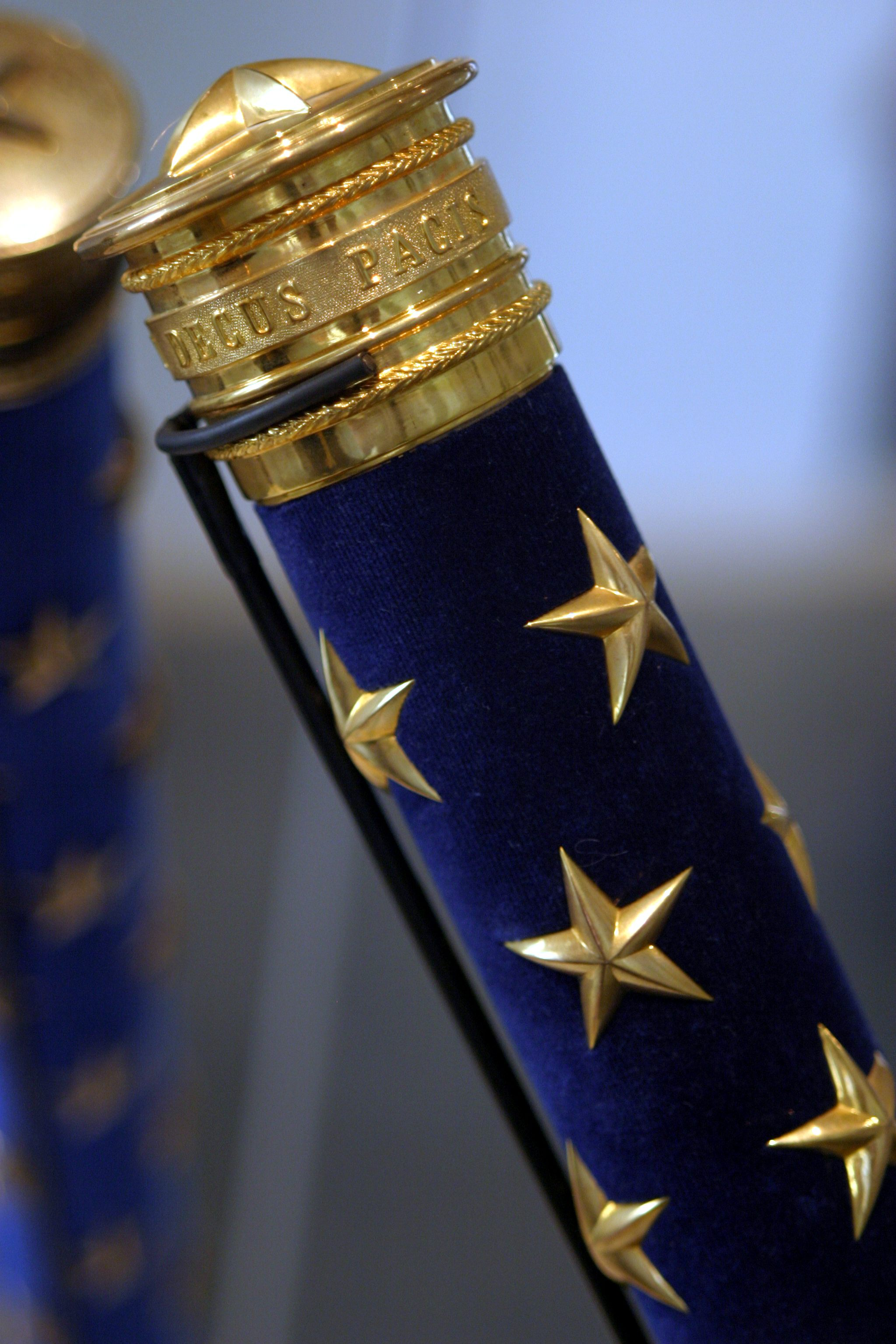
Les bâtons des quatre maréchaux de la Seconde Guerre mondiale (de Lattre, Leclerc, Juin et Kœnig) sont exposés au musée de l'Armée.

Le maréchal de France est, depuis la suppression de la dignité de connétable de France en 1627, la plus haute distinction militaire française. Le titre de maréchal de France ou d'amiral de France — son équivalent pour la Marine — constitue une dignité dans l'État. Depuis la mort du maréchal Alphonse Juin en 1967, la France ne compte aucun maréchal en vie.
Depuis la création du titre, en 1185, il y a eu 341 maréchaux de France (dont 66 au XIXe siècle et 12 au XXe siècle). L'office de maréchal n'est devenu militaire qu'au début du XIIIe siècle.
- Joffre,
- Pétain,
- Foch (maréchal du Royaume-Uni),
- Foch (maréchal de France),
- Foch (maréchal de Pologne),
- Lyautey,
- Fayolle.

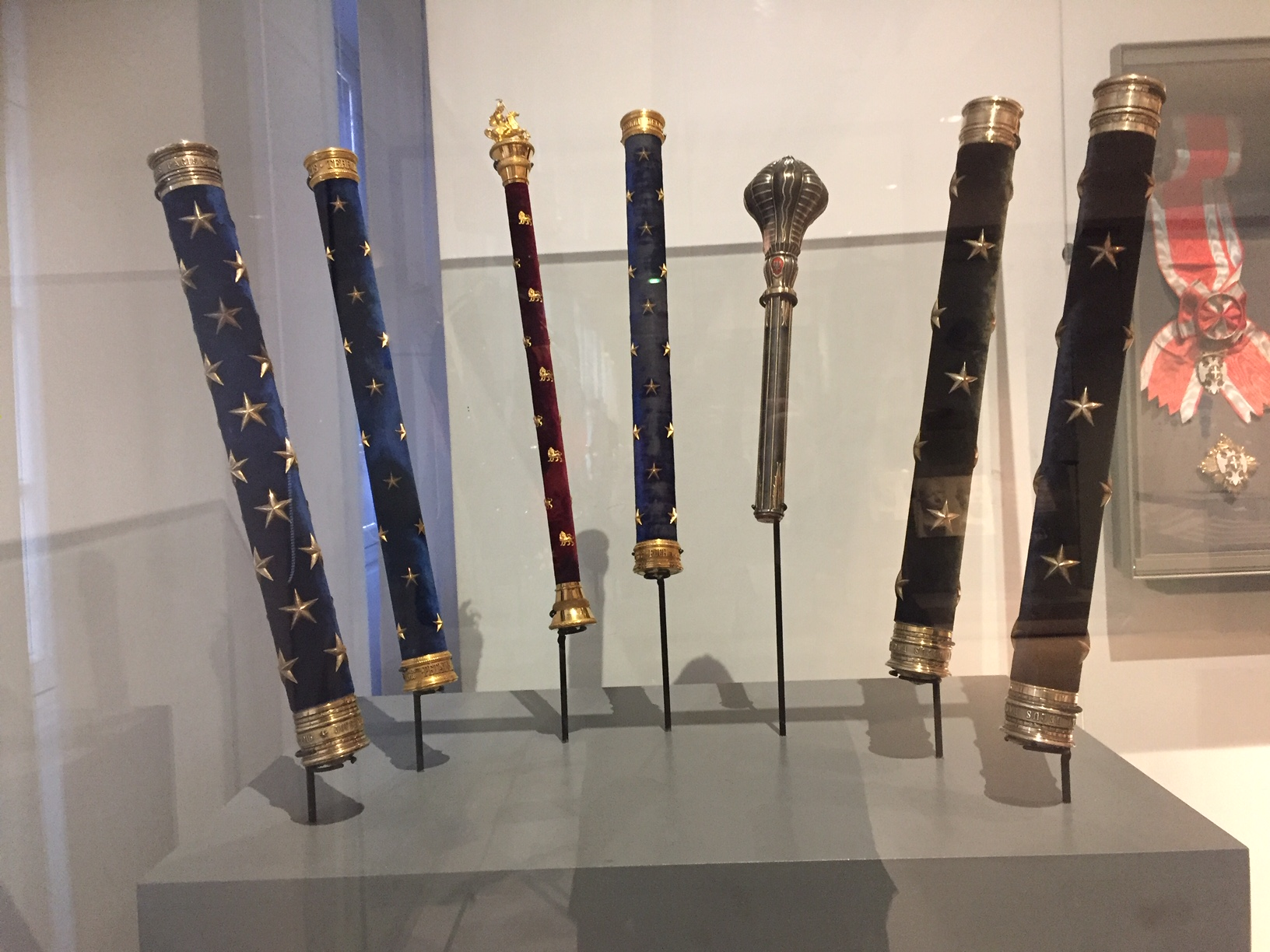
Les bâtons des maréchaux honorés pendant la Première Guerre mondiale, de gauche à droite :
Ces bâtons sont exposés au musée de l'Armée.

Le premier maréchal de France fut Albéric Clément, nommé par Philippe Auguste en 1190. Le dernier à avoir été élevé à cette dignité est Pierre Kœnig en 1984, à titre posthume. La dernière personne a avoir porté le titre de son vivant est Alphonse Juin, mort en 1967.

## Historique

### Époque monarchique
À son origine, le maréchal de France n'a qu'un rôle d'intendance sur les chevaux du roi. Son office devient militaire au début du XIIIe siècle, tout en étant subordonné au connétable. Le premier à porter le titre de maréchal du roi de France avec une fonction militaire était Albéric Clément, seigneur de Mez, désigné par Philippe Auguste, en 1185.
Après l'abolition de l'office de connétable par Richelieu en 1627, les maréchaux deviennent les chefs suprêmes de l'armée. Parfois le roi crée une charge de maréchal général des camps et armées du roi, qu'on a pris par méprise pour une charge de connétable bis. Outre leurs fonctions militaires, les maréchaux ont aussi la responsabilité du maintien de l'ordre dans les campagnes par l'intermédiaire des prévôts des maréchaux, d'où l'appellation de « maréchaussée » donnée à l'ancêtre de la gendarmerie.
Jusqu'en 1793, date de l'abolition de cet office (devenu grade pendant les premières années de la Révolution, lors de la monarchie constitutionnelle), il y eut 263 maréchaux de France.

### Révolution, Empire etXIXesiècle
Le maréchalat est aboli par la Convention nationale le 21 février 1793.
Le sénatus-consulte du 18 mai 1804 établit des « maréchaux d’Empire ». Sous le Premier Empire, on parle, en toute rigueur de terme, de « maréchal de l'Empire français ».
Avec la Restauration, les maréchaux d’Empire deviennent maréchaux de France.
La loi du 4 août 1839 prévoit que le nombre des maréchaux de France soit de six au plus en temps de paix et douze en temps de guerre. Lorsqu'en temps de paix l'effectif est en excédent du chiffre réglementaire, il peut cependant être fait une promotion pour trois vacances.
Sous le Second Empire, Napoléon III n'en change pas le titre. Les maréchaux de France deviennent également membres de droit du Sénat.
Sous la Troisième République, la fonction étant perçue comme trop liée à l'Empire, aucun maréchal de France n'est créé avant la Grande Guerre. Le dernier maréchal, Canrobert, meurt en 1895.

### XXesiècle

#### Rétablissement du maréchalat
C'est durant la Première Guerre mondiale que la dignité est rétablie : Joseph Joffre, généralissime des armées françaises alors en disgrâce politique, est évincé de ses fonctions en 1916, mais élevé en même temps à la dignité de maréchal pour éviter tout scandale. Les deux derniers maréchaux de France sont Alphonse Juin, mort en 1967, et Pierre Kœnig, mort en 1970.
La dignité de maréchal de France a été décernée tout au long du XXe siècle par décret et non par voie législative. Toutefois, une loi a pu préalablement autoriser un décret. Ainsi, l'élévation à la dignité de maréchal de Jean de Lattre de Tassigny s'accomplit par le décret du 15 janvier 1952 faisant suite à la loi du même jour dont l'article 2 dispose que « Le gouvernement est autorisé à conférer, à titre posthume, la dignité de maréchal de France au général d'armée Jean de Lattre de Tassigny ». De même, la loi du 11 juillet 1952 autorise le président de la République française à promulguer par décret le 23 août 1952 l'élévation du général Leclerc à la dignité de maréchal de France. Toutefois, ces deux lois émanaient du gouvernement (projet de loi et non proposition de loi).
Il n'y a pas de condition particulière pour être élevé à la dignité de maréchal de France. La coutume demande que l'on ait commandé en chef une armée et obtenu la victoire ; il n'est pas nécessaire que cette victoire ait été emportée sur le sol national.

#### Situation actuelle
Actuellement, comme il est précisé à l'article L.4131-1 du Code de la Défense (et, précédemment, à l'article 19 de la loi du 24 mars 2005), « Le titre de maréchal de France et le titre d'amiral de France constituent une dignité dans l’État ». Le maréchalat est donc un titre et une dignité, non un grade. Il est symbolisé par sept étoiles (contre cinq étoiles pour le grade le plus élevé, général d'armée). L'autre symbole du maréchalat est le bâton de velours bleu parsemé d’étoiles sur lequel est écrit : Terror belli, decus pacis (Terreur durant la guerre, prospérité en temps de paix), qui est à l'origine la devise de la famille de Contades.

## Privilèges liés au maréchalat
Les maréchaux ont droit à une dotation personnelle pour frais de représentation de 9 000 francs (soit 1 372 €). Cette dotation est fixée par l'article 1 du décret du 2 août 1960, toujours en vigueur.
La loi du 27 mars 1929 disposait que les maréchaux ainsi que les généraux ayant commandé pendant la Première Guerre mondiale pouvaient être inhumés à l'hôtel des Invalides.
Par voie législative, des suppléments de pensions ont été accordés aux veuves des maréchaux (loi du 14 avril 1929) avec des dispositions spéciales pour la veuve du maréchal Foch (loi du 29 mars 1929) et celle du maréchal de Lattre de Tassigny (loi du 11 juillet 1952). Une autre loi dite personnelle exonéra la veuve du maréchal Juin de droits de succession le 28 décembre 1967.

## Familles
Le maréchalat de France conférait aux familles une illustration d'autant plus appréciée qu'elle était rare et correspondait généralement à une réelle valeur militaire. Parmi les familles qui ont donné au moins deux maréchaux (ou amiraux), l'on trouve :
| Nombre | Famille(s) |
| ------ | --- |
| 12     | Montmorency |
| 5      | Durfort ; Noailles. |
| 4      | Choiseul ; Clément ; Cossé-Brissac ; Gontaut-Biron ; Harcourt. |
| 3      | Broglie ; Coligny ; Créquy ; Estrées ; Gouyon-Matignon ; Lévis ; Ornano ; Schomberg. |
| 2      | Aubusson ; Brienne ; Caumont ; Esparbès de Lussan ; Fitz-James ; Franquetot ; Gramont ; Joyeuse ; La Baume ; La Chatre ; La Marck ; La Tour d'Auvergne ; Le Meingre (Boucicaut) ; Montluc ; Neufville de Villeroy ; Rieux ; Rohan ; Roquelaure ; Rouxel de Grancey ; Saint-Nectaire ; Sancerre ; Trivulce. |

## Héraldique
Les maréchaux de France portent pour marque de leur dignité, derrière l'écu de leurs armes deux bâtons d'azur, passés en sautoir, semés : de fleurs-de-lys d'or sous l'Ancien Régime et la Restauration, d'aigles d'or sous le Premier Empire et d'étoiles du même depuis la monarchie de Juillet.

## Liste des maréchaux de France

### Capétiens(1180-1328)

#### Six maréchaux sousPhilippeIIAuguste(1180-1223)
1. Albéric Clément (mort en 1191), premier maréchal de France en 1190
2. Henry Ier Clément, dit le « Petit maréchal », seigneur du Mez et d'Argentan (1170-1214), maréchal de France en 1191[4]
3. Guillaume de Bournel (mort en 1195), maréchal de France en 1192
4. Nivelon d'Arras (mort en 1204), maréchal de France en 1202
5. Jean III Clément, seigneur du Mez et d'Argentan (mort en 1262), maréchal de France en 1214
6. Guillaume de La Tournelle, maréchal de France en 1220

### Bourbons

Bâton de maréchal pendant la monarchie.

#### Neuf maréchaux sousLouisIX(1226-1270
1. Ferry Pasté, seigneur de Challeranges (mort en 1247), maréchal de France en 1240
2. Jean Guillaume de Beaumont (mort en 1257), maréchal de France en 1250
3. Henri de Cousances, seigneur de Courances (mort en 1268), maréchal de France en 1255
4. Gauthier III de Nemours, seigneur de Nemours (mort en 1270), maréchal de France en 1257
5. Henri II Clément, seigneur du Mez et d'Argentan (mort en 1265), maréchal de France en 1262
6. Héric de Beaujeu (mort en 1270), maréchal de France en 1265
7. Renaud de Précigny (mort en 1270), maréchal de France en 1265
8. Raoul II Sores, surnommé d'Estrée (mort en 1282), maréchal de France en 1270
9. Lancelot de Saint-Maard (mort en 1278), maréchal de France en 1270

#### Quatre maréchaux sousPhilippeIIIle Hardi(1270-1285
1. Ferry de Verneuil (mort en 1283), maréchal de France en 1272
2. Guillaume V du Bec Crespin (mort en 1283), maréchal de France en 1283
3. Jean II d'Harcourt, le Preux, vicomte de Châtellerault, sire d'Harcourt (mort en 1302), maréchal de France en 1283
4. Raoul V Le Flamenc (mort en 1287), maréchal de France en 1285

#### Sept maréchaux sousPhilippeIVle Bel(1285-1314)
1. Jean de Varennes (mort en 1292), maréchal de France en 1288
2. Simon de Melun, sire de la Loupe et de Marcheville (mort en 1302), maréchal de France en 1290
3. Guy Ier de Clermont de Nesle (mort en 1302), maréchal de France en 1292
4. Foulques du Merle, dit Foucaud (mort en 1314), maréchal de France en 1302
5. Miles de Noyers (mort en 1350), maréchal de France en 1302
6. Jean de Corbeil, seigneur de Grez (mort en 1318), maréchal de France en 1308
7. Renaud II de Trie (mort avant 1324), maréchal de France en 1313[5],[6]

#### Un maréchal sousLouisX(1314-1316)
1. Jean IV de Beaumont, dit le Déramé (mort en 1318), maréchal de France en 1315

#### Trois maréchaux sousPhilippeVle Long(1316-1322)
1. Jean II des Barres, maréchal de France en 1318
2. Mathieu III de Trie (mort en 1344), maréchal de France en 1320
3. Bernard VI de Moreuil, seigneur de Moreuil (mort en 1350), maréchal de France en 1322

#### Un maréchal sousCharlesIVle Bel(1322-1328)
1. Robert VIII Bertrand de Bricquebec, baron de Briquebec, vicomte de Roncheville (1285-1348), maréchal de France en 1325

### Valois(1328-1498)

#### Cinq maréchaux sousPhilippeVIde Valois(1328-1350)
1. Anseau de Joinville (1265-1343), maréchal de France en 1339
2. Charles Ier de Montmorency, sire de Montmorency (1307–11 septembre 1381), maréchal de France en mars 1344
3. Robert de Wavrin, seigneur de Saint-Venant (mort en 1360), maréchal de France en novembre 1344
4. Édouard Ier de Beaujeu (1316-1351), seigneur de Châteauneuf, maréchal de France en 1347
5. Guy II de Nesle, seigneur d'Offémont et de Mello (mort en 1352), maréchal de France le 22 août 1348

### (depuis 1958)

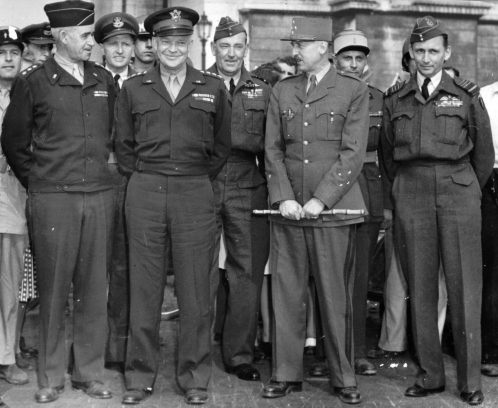
De gauche à droite au premier plan, les généraux Bradley, Eisenhower, Kœnig, et le Air chief marshal Tedder, à Paris en 1944.

#### Quatre maréchaux sousJeanIIle Bon(1350-1364)
1. Arnoul d'Audrehem, sire d'Audeneham (mort en 1370), maréchal de France en 1351
2. Rogues de Hangest, seigneur d'Avesnecourt (mort en 1352), maréchal de France en 1352
3. Jean de Clermont, seigneur de Chantilly et de Beaumont (mort en 1356), maréchal de France en 1352
4. Jean Ier Le Meingre dit Boucicaut, surnommé Le Brave (1310-1367), maréchal de France en 1356

#### Deux maréchaux sousCharlesVle Sage(1364-1380)
1. Jean IV de Mauquenchy, sire de Blainville (mort en 1391), maréchal de France en 1368
2. Louis de Sancerre (1342-1402), maréchal de France en 1369

#### Neuf maréchaux sousCharlesVI(1380-1422)
1. Jean II Le Meingre dit Boucicaut (1366-1421), maréchal de France en 1391
2. Jean II de Rieux, seigneur de Rochefort et de Rieux (1342-1417), maréchal de France en 1397
3. Pierre de Rieux, seigneur de Rochefort et de Rieux (1389-1439), maréchal de France en 1417
4. Claude de Beauvoir, seigneur de Chastellux et vicomte d'Avallon (1385-1453), maréchal de France en 1418
5. Jean de Villiers de L'Isle-Adam (1384-1437), maréchal de France en 1418 en même temps que Robert ou Robin (dit Robinet) de Mailly grand panetier et Charles de Lens, amiral de France.
6. Jacques de Montberon, seigneur d'Angoumois (mort en 1422), maréchal de France en 1418
7. Gilbert Motier de La Fayette (1396-1464), maréchal de France en 1421
8. Antoine de Vergy (mort en 1439), maréchal de France en 1422
9. Jean de La Baume, comte de Montrevel-en-Bresse (mort en 1435), maréchal de France en 1422

#### Six maréchaux sousCharlesVII(1422-1461)
1. Amaury de Sévérac, seigneur de Beaucaire et de Chaude-Aigues (mort en 1427), maréchal de France le 1er février 1424
2. Jean de Brosse, baron de Boussac et de Sainte-Sévère (1375-1433), maréchal de France en 1427
3. Gilles de Montmorency-Laval, dit Gilles de Rais, « maréchal de Rais », seigneur de Machecoul et de Retz, de Champtocé et de Tiffauges (1405-1440), maréchal de France le 17 juillet 1429
4. André de Lohéac, seigneur de Lohéac et de Retz (1408-1486), maréchal de France en 1439
5. Philippe de Culant, seigneur de Jaloignes, de la Croisette, de Saint-Armand et de Chalais (mort en 1454), maréchal de France le 1er août 1441
6. Jean Poton de Xaintrailles, sénéchal de Limousin (1390-1461), maréchal de France en 1454

#### Quatre maréchaux sousLouisXI(1461-1483)
1. Joachim Rouhault, seigneur de Boisménart, de Gamaches, de Châtillon et de Fronsac (mort en 1478), maréchal de France le 3 août 1461
2. Jean de Lescun, dit « le Bâtard d'Armagnac », comte de Comminges (mort en 1473), maréchal de France le 3 août 1461
3. Wolfert VI van Borssele (Borzelles), seigneur de Vère en Hollande et comte de Boucan en Écosse (mort en 1487), maréchal de France le 1er mars 1464
4. Pierre de Rohan-Gié, seigneur de Rohan (1450-1514), maréchal de France le 16 mai 1476

#### Deux maréchaux sousCharlesVIII(1483-1498)
1. Philippe de Crèvecœur d'Esquerdes (1418-1494), maréchal de France le 2 septembre 1483[7],[8]
2. Jean de Baudricourt, seigneur de Choiseul et bailli de Chaumont (mort en 1499), maréchal de France le 21 janvier 1486

### Valois-Orléans (1498-1515)

#### Quatre maréchaux sousLouisXII(1498-1515)
1. Jacques de Trivulce, né en (1448-1518), marquis de Vigevano, maréchal de France en 1499
2. Charles II d'Amboise, né en (1473-1511), seigneur de Chaumont, de Meillan et de Charenton, maréchal de France en 1506
3. Odet de Foix, né en (1485-1528), vicomte de Lautrec, maréchal de France en 1511, dit le « maréchal de Lautrec »
4. Robert Stuart d'Aubigny, né en (1470-1544), comte de Lennox, maréchal de France en 1514

### Valois-Angoulême(1515-1589)

#### Onze maréchaux sousFrançoisIer(1515-1547)
1. Jacques II de Chabannes de La Palice, seigneur de La Palice (mort en 1525) en 1515
2. Gaspard Ier de Coligny, seigneur de Châtillon (mort en 1522) en 1516
3. Thomas de Foix, seigneur de Lescun (mort en 1525) en 1518
4. Anne de Montmorency, duc de Montmorency et de Damville (1493-1567) en 1522. Il devint connétable de France en 1538.
5. Théodore de Trivulce (1458-1531) en 1526
6. Robert III de La Marck, duc de Bouillon, seigneur de Sedan et de Fleuranges (1491-1536) en 1526
7. Claude d'Annebault (1500-1552) en 1538
8. René de Montjean en 1538
9. Oudard du Biez (mort en 1553) en 1542, officiellement destitué en 1551, mais jamais remplacé de son vivant
10. Antoine de Lettes-Desprez, seigneur de Montpezat en 1544
11. Jean Caraccioli, prince de Melphes (1480-1550) en 1544

#### Cinq maréchaux sousHenriII(1547-1559)
1. Jacques d'Albon de Saint-André, marquis de Fronsac (mort en 1562)
2. Robert IV de La Marck, duc de Bouillon et prince de Sedan (1520-1556), maréchal de France en 1547
3. Charles Ier de Cossé, comte de Brissac (1505-1563), maréchal de France en 1550
4. Pierre Strozzi (1500-1558), maréchal de France en 1554
5. Paul de La Barthe, seigneur de Thermes (1482-1558), maréchal de France en 1558

#### Un maréchal créé parFrançoisII(1559)
1. François, duc de Montmorency (1530-1579), maréchal de France en 1559

#### Sept maréchaux sousCharlesIX(1560-1574)
1. François de Scépeaux, seigneur de Vieilleville (1509-1571), maréchal de France en 1562
2. Imbert de La Platière, seigneur de Bourdillon (1516-1567), Catherine de Médicis lui remet le bâton de maréchal de France en 1564.
3. Henri Ier de Montmorency, seigneur de Damville, duc de Montmorency, comte de Dammartin et d'Alais, baron de Chateaubriant, seigneur de Chantilly et d'Ecouen (1534-1614), maréchal de France en 1566
4. Artus de Cossé-Brissac, seigneur de Gonnord et comte de Secondigny (mort en 1582), maréchal de France en 1567
5. Gaspard de Saulx, seigneur de Tavannes (1509-1575), maréchal de France en 1570
6. Honorat II de Savoie, marquis de Villars (mort en 1580), maréchal de France en 1571
7. Albert de Gondi, duc de Retz (1522-1602), maréchal de France en 1573

#### Six maréchaux sousHenriIII(1574-1589)
1. Roger de Saint Larry, seigneur de Bellegarde (mort en 1579), maréchal de France en 1574
2. Blaise de Lasseran de Massencôme, seigneur de Montluc (1500-1577), maréchal de France en 1574
3. Armand de Gontaut-Biron (1524-1592), maréchal de France en 1577
4. Jacques II de Goyon, sire de Matignon et de Lesparre, comte de Thorigny, prince de Mortagne sur Gironde (1525-1597), maréchal de France en 1579
5. Jean VI d'Aumont, baron d’Estrabonne, comte de Châteauroux (mort en 1595), maréchal de France en 1579
6. Guillaume de Joyeuse, vicomte de Joyeuse, seigneur de Saint-Didier, de Laudun, de Puyvert et d’Arques (1520-1592), maréchal de France en 1582

### Bourbons(1589-1792)

#### Onze maréchaux sousHenriIV(1592-1610)

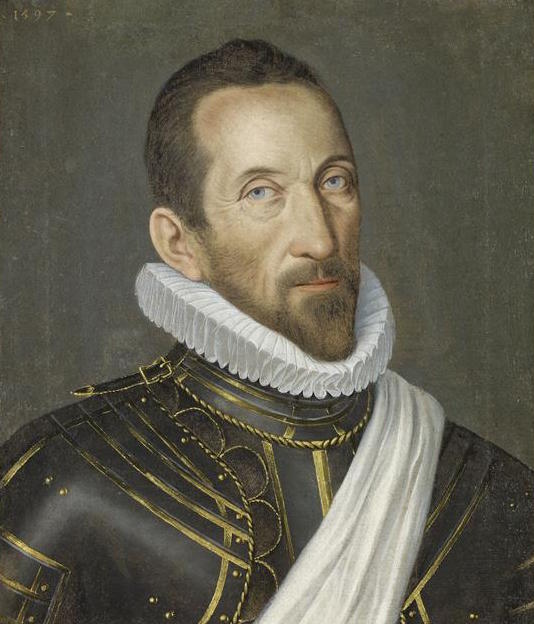
Le maréchal de Bonne de Lesdiguières.

1. Henri de La Tour d'Auvergne, vicomte de Turenne, puis duc de Bouillon (1555-1623) en 1592
2. Charles de Gontaut, duc de Biron (1562-1602) en 1594
3. Claude de La Châtre, baron de la Maisonfort (1536-1614) en 1594
4. Charles II de Cossé, duc de Brissac (1562-1621), Henri IV lui donna le bâton de maréchal de France en 1594, après son entrée à Paris
5. Jean de Montluc de Balagny (1560-1603) en 1594
6. Jean III de Beaumanoir, marquis de Lavardin et comte de Nègrepelisse (1551-1614) en 1595
7. Henri, duc de Joyeuse (1567-1608) en 1595
8. Urbain de Laval Boisdauphin, marquis de Sablé (1557-1629) en 1595
9. Alphonse d'Ornano (1548-1610) en 1597
10. Guillaume de Hautemer, comte de Grancey (1537-1613) en 1597

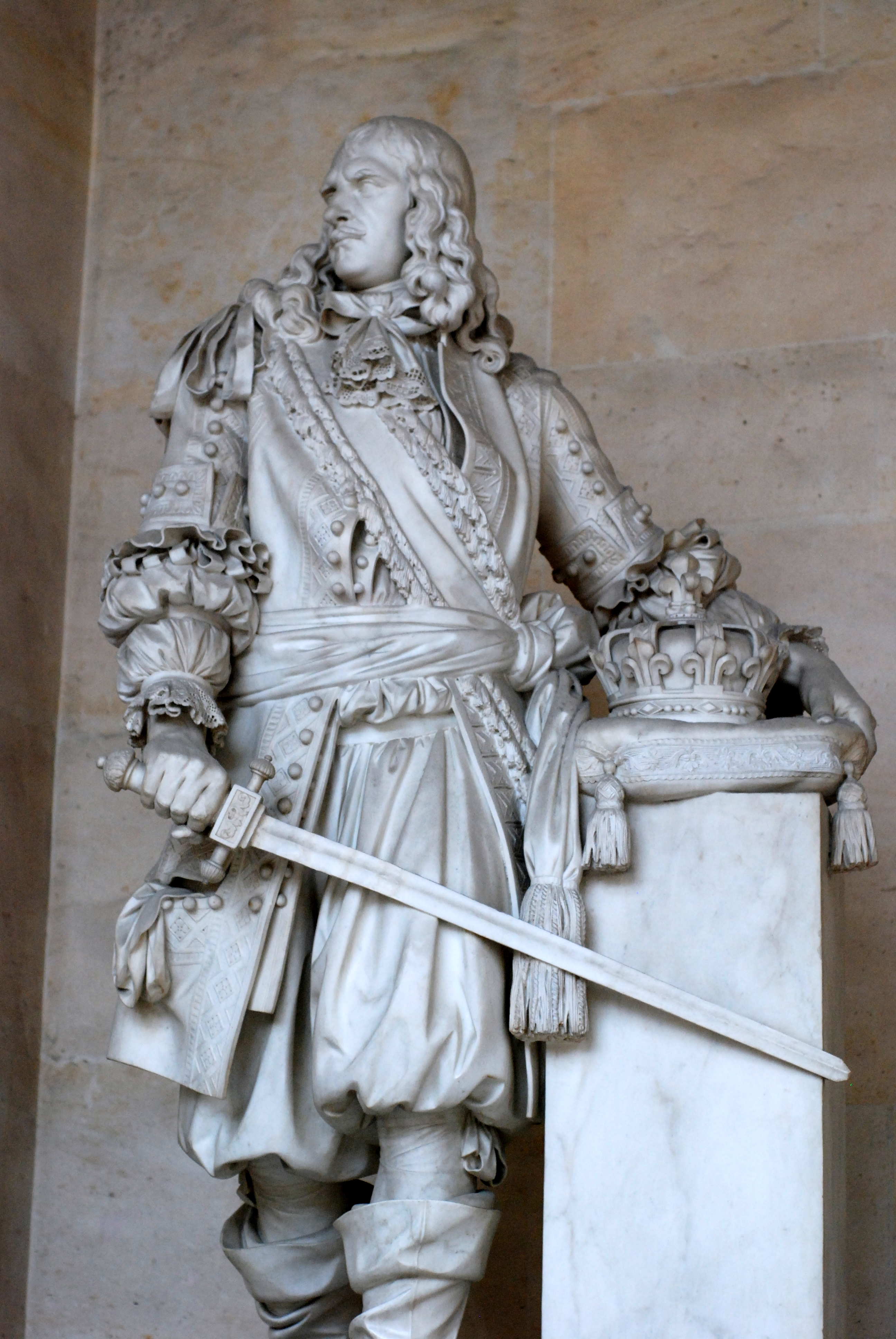
Statue du maréchal de Turenne à Versailles.

11. François de Bonne, duc de Lesdiguières (1543-1626) en 1609, maréchal général des camps et armées du roi en 1621, connétable de France en 1622

#### Trente-deux maréchaux sousLouisXIII(1613-1643)

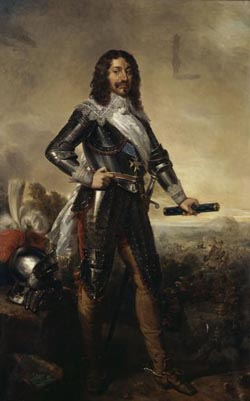
Le maréchal de Schomberg.

1. Concino Concini, marquis d’Ancre (1569-1617) en 1613
2. Gilles de Courtenvaux, marquis de Souvré (1540-1626) en 1614
3. Antoine, baron de Roquelaure (1544-1622) en 1614
4. Louis de La Châtre, baron de La Maisonfort (mort en 1630) en 1616
5. Pons de Lauzières-Thémines-Cardaillac, marquis de Thémines, dernier seigneur de Gourdon en Quercy, vice-roi du Canada (1553-1627) en 1616
6. François de La Grange d'Arquian, seigneur de Montigny et de Séry en Berry (1554-1617) en 1616
7. Nicolas de L'Hospital, duc de Vitry (1581-1644) en 1617
8. Charles de Choiseul-Praslin, marquis de Praslin (1563-1626) en 1619
9. Jean-François de La Guiche, comte de La Palice (1569-1632) en 1619
10. Honoré d'Albert, duc de Chaulnes (1581-1649) en 1620
11. François d'Esparbes de Lussan, vicomte d'Aubeterre (1628) en 1620
12. Charles de Créquy, prince de Poix, duc de Lesdiguières (1578-1638) en 1621
13. Gaspard III de Coligny, duc de Châtillon (1584-1646) en 1622
14. Charles Goyon, sire de Matignon, comte de Thorigny (1564-1648) en 1622
15. Jacques Nompar de Caumont, duc de La Force (1551-1652) en 1622
16. François, marquis de Bassompierre (1579-1646) en 1622
17. Henri de Schomberg, comte de Nanteuil (1574-1632) en 1625
18. Jean-Baptiste d'Ornano (1581-1626) en 1626
19. François-Annibal d'Estrées, duc d'Estrées (v.  1573-1670) en 1626
20. Timoléon d'Épinay de Saint-Luc (1580-1644) en 1627
21. Louis de Marillac, comte de Beaumont-le-Roger (1572-1632) en 1629
22. Henri II, duc de Montmorency et de Damville, également amiral de France (1595-1632) en 1630
23. Jean de Saint-Bonnet, marquis de Toiras (1585-1636) en 1630
24. Antoine Coëffier de Ruzé, marquis d'Effiat (1581-1632) en 1631
25. Urbain de Maillé, marquis de Brézé (1597-1650) en 1632
26. Maximilien de Béthune, duc de Sully (1559-1641) en 1634
27. Charles de Schomberg, duc d'Halluin (1601-1656) en 1637
28. Charles de La Porte, marquis de Meilleraye (1602-1664) en 1639
29. Antoine III de Gramont, duc de Gramont (1604-1678) en 1641
30. Jean-Baptiste Budes de Guébriant (1602-1643) en 1642
31. Philippe de La Mothe-Houdancourt, duc de Cardone (1605-1657) en 1642
32. François de L'Hospital, comte de Rosnay (1583-1660) en 1643

#### Cinquante-quatre maréchaux sousLouisXIV(1643-1715)
1. Henri de La Tour d'Auvergne, dit Turenne (1611-1675) en 1643, maréchal général des camps et armées du roi en 1660
2. Jean, comte de Gassion (1609-1647) en 1643
3. César du Plessis-Praslin, duc de Choiseul (1598-1675), en 1645
4. Josias, comte de Rantzau (1609-1650), en 1645
5. Nicolas de Neufville, duc de Villeroy (1597-1685), en 1646
6. Gaspard IV de Coligny, duc de Coligny (1620-1649), en 1649
7. Antoine d'Aumont de Rochebaron, duc d'Aumont (1601-1669), en 1651
8. Jacques d'Étampes, marquis de la Ferté-Imbault (1590-1663), en 1651
9. Henri, duc de la Ferté-Senneterre (1600-1681), en 1651
10. Charles de Monchy, marquis d'Hocquincourt (1599-1658), en 1651
11. Jacques Rouxel, comte de Grancey (1603-1680), en 1651
12. Armand Nompar de Caumont, duc de La Force (1582-1675), en 1652
13. Philippe de Clérambault, comte de la Palluau (1606-1665), en 1653
14. César d'Albret, comte de Miossens (1614-1676), en 1653
15. Louis Foucault, comte du Daugnon (1616-1659), en 1653
16. Jean de Schulemberg, comte de Montdejeu (1597-1671), en 1658
17. Abraham Fabert, marquis d'Esternay (1599-1662), en 1658
18. Jacques de Castelnau, marquis de Castelnau (1620-1658), en 1658
19. Bernardin Gigault, marquis de Bellefonds (1630-1694), en 1668
20. François de Créquy, marquis de Marines (1620-1687), en 1668
21. Louis de Crevant, duc d’Humières (1628-1694), en 1668
22. Godefroi d'Estrades, comte d’Estrades (1607-1686), en 1675
23. Philippe de Montaut-Bénac, duc de Navailles (1619-1684), en 1675
24. Frédéric-Armand de Schomberg, duc de Schomberg (1616-1690), en 1675
25. Jacques Henri de Durfort, duc de Duras (1625-1704), en 1675
26. François III d'Aubusson, duc de la Feuillade (1625-1691), en 1675
27. Louis Victor de Rochechouart, duc de Mortemart « le maréchal de Vivonne » (1636-1688), en 1675
28. François-Henri de Montmorency-Luxembourg, duc de Piney-Luxembourg (1628-1695), en 1675
29. Henri Louis d'Aloigny, marquis de Rochefort (1636-1676), en 1675
30. Guy Aldonce II de Durfort, duc de Lorges (1630-1702), en 1676
31. Jean II, comte d'Estrées (1624-1707), en 1681
32. Claude de Choiseul, marquis de Francières (1632-1711), en 1693
33. Jean-Armand de Joyeuse, marquis de Grandpré (1632-1710), en 1693
34. François de Neufville, duc de Villeroy (1644-1730), en 1693
35. Louis François, duc de Boufflers (1644-1711), en 1693
36. Anne Hilarion de Costentin, comte de Tourville (1642-1701), en 1693
37. Anne-Jules, duc de Noailles (1650-1708), en 1693
38. Nicolas Catinat, seigneur de Saint-Gracien le maréchal Catinat (1637-1712), en 1693
39. Claude Louis Hector, duc de Villars (1653-1734), maréchal de France en 1702, maréchal général des camps et armées du roi en 1733
40. Noël Bouton, marquis de Chamilly (1636-1715), en 1703
41. Victor Marie, duc d'Estrées (1660-1737), en 1703
42. François Louis Rousselet, marquis de Château-Renault (1637-1716), en 1703
43. Sébastien Le Prestre, marquis de Vauban (1633-1707), en 1703
44. Conrad, marquis de Rosen (1628-1715), en 1703
45. Nicolas Chalon du Blé, marquis d'Huxelles (1652-1730), en 1703
46. René de Froulay, comte de Tessé (1651-1725), en 1703
47. Camille, duc d'Hostun, comte de Tallard (1652-1728), en 1703
48. Nicolas Auguste de La Baume, marquis de Montrevel (1636-1716), en 1703
49. Henry, duc d'Harcourt (1654-1718), maréchal de France en 1703
50. Ferdinand de Marsin, comte de Marchin (1656-1706), en 1703
51. Jacques Fitz-James, duc de Fitz-James et de Berwick (1670-1734), en 1706
52. Charles Auguste de Goyon, comte de Matignon (1647-1729), en 1708
53. Jacques Bazin, marquis de Bezons (1645-1733), en 1709
54. Pierre de Montesquiou, comte d'Artagnan[b] (1645-1725), en 1709

#### Quarante-huit maréchaux sousLouisXV(1723-1774)

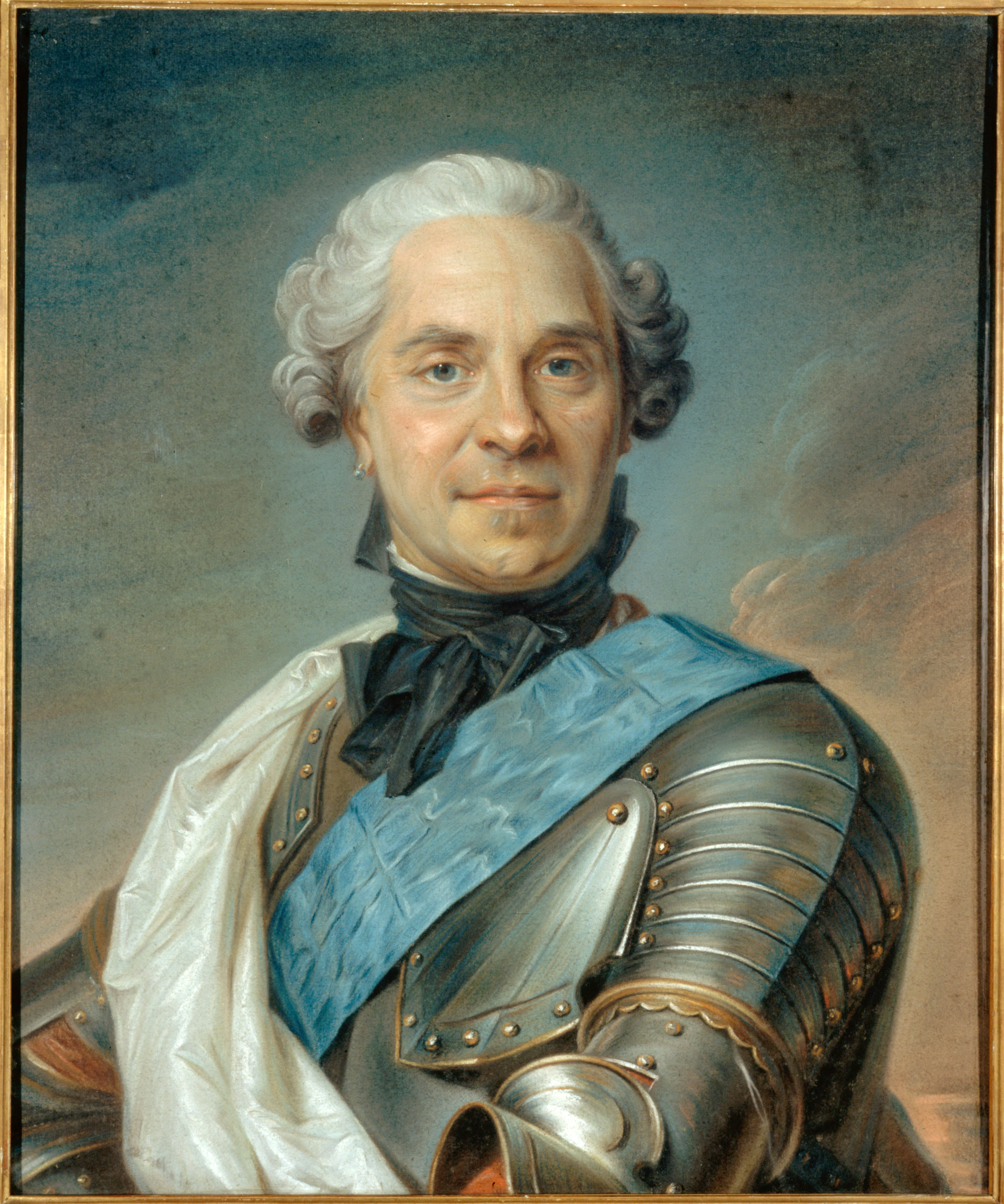
Le maréchal de Saxe.

1. Victor-Maurice, comte de Broglie (1646-1727), maréchal de France en 1724
2. Antoine-Gaston, duc de Roquelaure (1656-1738), maréchal de France en 1724
3. Jacques Rouxel, comte de Grancey et de Médavy (1655-1725), maréchal de France en 1724
4. Léonor du Maine, comte du Bourg (1655-1739), maréchal de France en 1724
5. Yves, marquis d'Alègre (1653-1733), maréchal de France en 1724
6. Louis d'Aubusson, duc de la Feuillade (1673-1725), maréchal de France en 1724
7. Antoine V, duc de Guiche, duc de Gramont (1671-1725), maréchal de France en 1724
8. Alain Emmanuel, marquis de Coëtlogon (1646-1730), maréchal de France en 1730
9. Charles-Armand de Gontaut-Biron, duc de Biron (1663-1756), maréchal de France en 1734
10. Jacques de Chastenet, marquis de Puységur (1656-1743), maréchal de France en 1734
11. Claude Bidal, marquis d'Asfeld (1665-1743), maréchal de France en 1734
12. Adrien, duc de Noailles (1678-1766), maréchal de France en 1734
13. Christian Louis de Montmorency-Luxembourg, prince de Tingry (1675-1746), maréchal de France en 1734
14. François-Marie, comte puis duc de Broglie (1671-1745), maréchal de France en 1734
15. François de Franquetot, duc de Coigny (1670-1759), maréchal de France en 1734
16. Louis de Brancas-Forcalquier, marquis de Céreste (1671-1750), maréchal de France en 1741
17. Louis Auguste d’Albert d’Ailly, duc de Chaulnes (1675-1744), maréchal de France en 1741
18. Louis Armand de Brichanteau, marquis de Nangis (1682-1742), maréchal de France en 1741
19. Louis de Gand de Mérode de Montmorency, prince d’Isenghien (1678-1767), maréchal de France en 1741
20. Jean-Baptiste de Durfort, duc de Duras (1684-1770), maréchal de France en 1741
21. Jean-Baptiste Desmarets, marquis de Maillebois (1682-1762), maréchal de France en 1741
22. Charles Louis Auguste Fouquet, duc de Belle-Isle, dit le maréchal de Belle-Isle (1684-1761), maréchal de France en 1741
23. Hermann Maurice, comte de Saxe, dit le maréchal de Saxe (1696-1750), maréchal de France en 1743, maréchal général des camps et armées du roi en 1747
24. Jean-Baptiste Louis Andrault, marquis de Maulévrier (1677-1754), maréchal de France en 1745
25. Claude-Guillaume Testu, marquis de Balincourt (1680-1770), maréchal de France en 1746
26. Philippe-Charles, marquis de la Fare (1687-1752), maréchal de France en 1746
27. François, duc d'Harcourt (1689-1750), maréchal de France en 1746
28. Guy-Claude-Roland de Laval-Montmorency (1677-1751), maréchal de France en 1747
29. Gaspard de Clermont-Tonnerre, duc de Clermont-Tonnerre (1688-1781), maréchal de France en 1747
30. Louis Charles, marquis de La Mothe-Houdancourt (1687-1755), maréchal de France en 1747
31. Woldemar de Lowendal (1700-1755), maréchal de France en 1747
32. Louis-François-Armand de Vignerot du Plessis, duc de Richelieu (1696-1788), maréchal de France en 1748
33. Jean de Fay, marquis de la Tour-Maubourg (1684-1764), maréchal de France en 1757
34. Louis Antoine de Gontaut-Biron (1701-1788), maréchal de France en 1757
35. Daniel François de Gélas de Voisins d’Ambres, vicomte de Lautrec (1686-1762), maréchal de France en 1757
36. Charles François Frédéric de Montmorency, duc de Piney-Luxembourg (1702-1764), maréchal de France en 1757
37. Louis Le Tellier, duc d'Estrées (1695-1771), maréchal de France en 1757
38. Jean Charles Saint-Nectaire, marquis de Saint Victour (1685-1770), maréchal de France en 1757
39. Charles O'Brien de Thomond, comte de Thomond et de Clare (1699-1761), maréchal de France en 1757
40. Gaston Pierre de Lévis, duc de Mirepoix (1699-1758), maréchal de France en 1757
41. Ladislas Ignace de Bercheny (1689-1778), maréchal de France en 1758
42. Hubert de Brienne, comte de Conflans (1690-1777), maréchal de France en 1758
43. Louis Georges, marquis de Contades (1704-1795), maréchal de France en 1758
44. Charles de Rohan, prince de Soubise (1715-1787), maréchal de France en 1758
45. Victor-François, duc de Broglie (1718-1804), maréchal de France en 1759, maréchal général des camps et armées du roi en 1789
46. Guy-Michel de Durfort de Lorge, duc de Lorge et de Randan (1704-1773), maréchal de France en 1768
47. Louis de Conflans, marquis d'Armentières (1711-1774), maréchal de France en 1768
48. Jean Paul Timoléon de Cossé, duc de Brissac (1698-1780), maréchal de France en 1768

#### Vingt et un maréchaux sousLouisXVI(1774-1792)

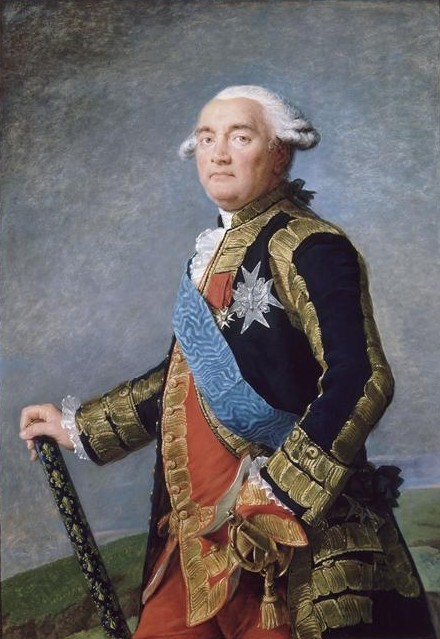
Le maréchal de Ségur.

1. Anne Pierre, duc de Harcourt (1701-1783), maréchal de France en 1775
2. Louis, duc de Noailles (1713-1793), maréchal de France en 1775
3. Philippe, duc de Mouchy et frère du précédent (1715-1794), maréchal de France en 1775
4. Antoine, comte de Nicolaÿ (1712-1777), maréchal de France en 1775
5. Charles, duc de Fitz-James (1712-1787), maréchal de France en 1775
6. Emmanuel-Félicité de Durfort, duc de Duras (1715-1789), maréchal de France en 1775
7. Louis Nicolas Victor de Félix d'Ollières, comte du Muy (1711-1775), maréchal de France en 1775
8. Claude-Louis, comte de Saint-Germain (1707-1778), maréchal de France en 1775
9. Guy-André-Pierre de Montmorency, duc de Laval (1723-1798), maréchal de France en 1783
10. Augustin, comte de Mailly (1708-1794), maréchal de France en 1783
11. Henri Bouchard d'Esparbès de Lussan, marquis d'Aubeterre (1714-1788), maréchal de France en 1783
12. Charles-Juste de Beauvau-Craon, prince de Beauvau (1720-1793), maréchal de France en 1783
13. Noël Jourda de Vaux, comte de Vaux (1705-1788), maréchal de France en 1783
14. Philippe, marquis de Ségur (1724-1801), maréchal de France en 1783
15. Jacques de Choiseul-Stainville, comte de Choiseul (1727-1789), maréchal de France en 1783
16. Charles Eugène Gabriel de La Croix, marquis de Castries (1727-1800), maréchal de France en 1783
17. Emmanuel de Croÿ-Solre (1718-1784), maréchal de France en 1783
18. François, duc de Lévis (1720-1787), maréchal de France en 1783
19. Nicolas de Luckner (1722-1794), maréchal de France en 1791
20. Jean-Baptiste-Donatien de Vimeur de Rochambeau (1725-1807), maréchal de France en 1791, revêtu du titre d'« ancien maréchal de France » en 1804.

### Premier Empire et Cent-Jours (1815)

Bâton de maréchal sous le Premier Empire.

### Premier Empire(1804-1814) et Cent-Jours (1815)
Napoléon Ier a élevé vingt-six de ses généraux à la dignité de maréchal de l'Empire.

#### Vingt-six maréchaux sousNapoléonIer(1804-1815)

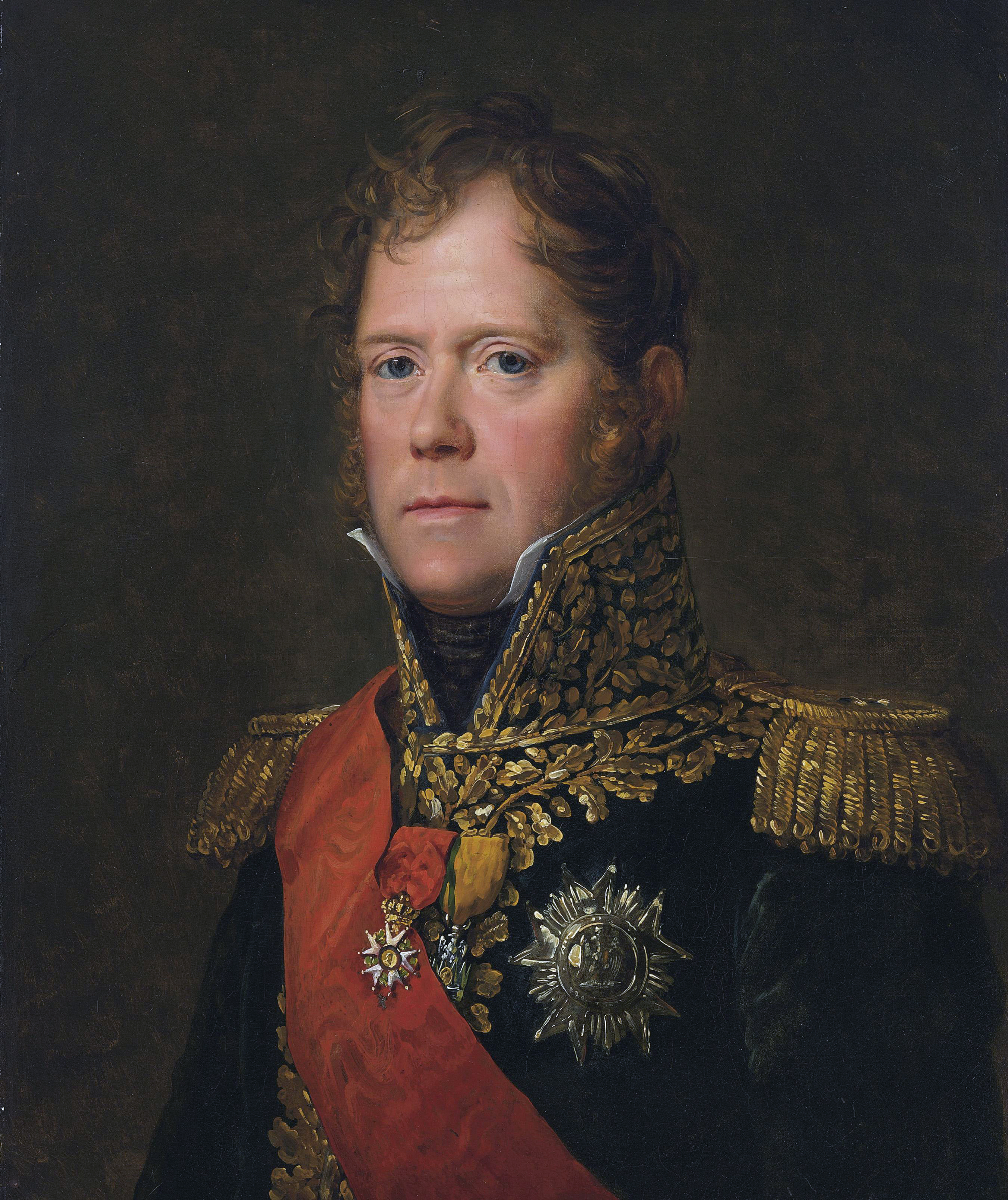
Le maréchal Ney.

Dix-neuf d'entre eux ont donné leurs noms aux boulevards des Maréchaux, ensemble formant un boulevard circulaire autour de Paris, à l'intérieur des fortifications. Sur les vingt-six maréchaux de Napoléon, sept sont morts dans les guerres napoléoniennes.
1. Louis-Alexandre Berthier, duc de Valangin, prince de Neuchâtel et prince de Wagram, (1753-1815), maréchal d'Empire en 1804.
2. Joachim Murat, prince d’Empire, grand-duc de Clèves et de Berg, roi de Naples sous le nom de Joachim-Napoléon en 1808 (1767-1815), maréchal d'Empire en 1804.
3. Bon-Adrien Jeannot de Moncey, duc de Conégliano (1754-1842), maréchal d'Empire en 1804.
4. Jean-Baptiste comte Jourdan (1762-1833), maréchal d'Empire en 1804.
5. André Masséna, duc de Rivoli, prince d’Essling (1758-1817), maréchal d'Empire en 1804.
6. Pierre Augereau, duc de Castiglione (1757-1816), maréchal d'Empire en 1804.
7. Jean-Baptiste Bernadotte, prince de Pontecorvo, roi de Suède sous le nom de Charles XIV et roi de Norvège en 1818 (1763-1844), maréchal d'Empire en 1804.
8. Guillaume Brune (1763-1815), maréchal d'Empire en 1804.
9. Jean-de-Dieu Soult, duc de Dalmatie (1769-1851), maréchal d'Empire en 1804, maréchal général de France en 1847.
10. Jean Lannes, duc de Montebello (1769-1809), maréchal d'Empire en 1804.
11. Édouard Mortier, duc de Trévise (1768-1835), maréchal d'Empire en 1804.
12. Michel Ney, duc d’Elchingen, prince de La Moskowa (1769-1815), maréchal d'Empire en 1804.
13. Louis Nicolas Davout, duc d’Auerstaedt, prince d’Eckmühl (1770-1823), maréchal d'Empire en 1804.
14. Jean-Baptiste Bessières, duc d’Istrie (1768-1813), maréchal d'Empire en 1804.
15. François Christophe Kellermann, duc de Valmy (1735-1820), maréchal d'Empire en 1804.
16. François Joseph Lefebvre, duc de Dantzig (1755-1820), maréchal d'Empire en 1804.
17. Catherine-Dominique de Pérignon, marquis de Pérignon (1754-1818), maréchal de France en 1804.
18. Jean Mathieu Philibert comte Sérurier (1742-1819), maréchal d'Empire en 1804.
19. Claude-Victor Perrin, dit « Victor », duc de Bellune (1764-1841), maréchal d'Empire en 1807.
20. Étienne Macdonald, duc de Tarente (1765-1840), maréchal d'Empire en 1809.
21. Nicolas Charles Oudinot, duc de Reggio (1767-1847), maréchal de France en 1809.
22. Auguste-Frédéric-Louis Viesse de Marmont, duc de Raguse (1774-1852), maréchal d'Empire en 1809.
23. Louis-Gabriel Suchet, duc d’Albufera (1770-1826), maréchal d'Empire en 1811.
24. Laurent de Gouvion-Saint-Cyr, marquis de Gouvion-Saint-Cyr (1764-1830), maréchal d'Empire en 1812.
25. Joseph-Antoine Poniatowski, prince polonais (1763-1813), maréchal d'Empire en 1813.
26. Emmanuel de Grouchy, marquis de Grouchy (1766-1847), maréchal d'Empire en 1815.

### Restauration(1814-1830)

#### Huit maréchaux sousLouisXVIII(1814-1823)
- Georges Cadoudal (1771-1804) (à titre posthume) en 1814[10]

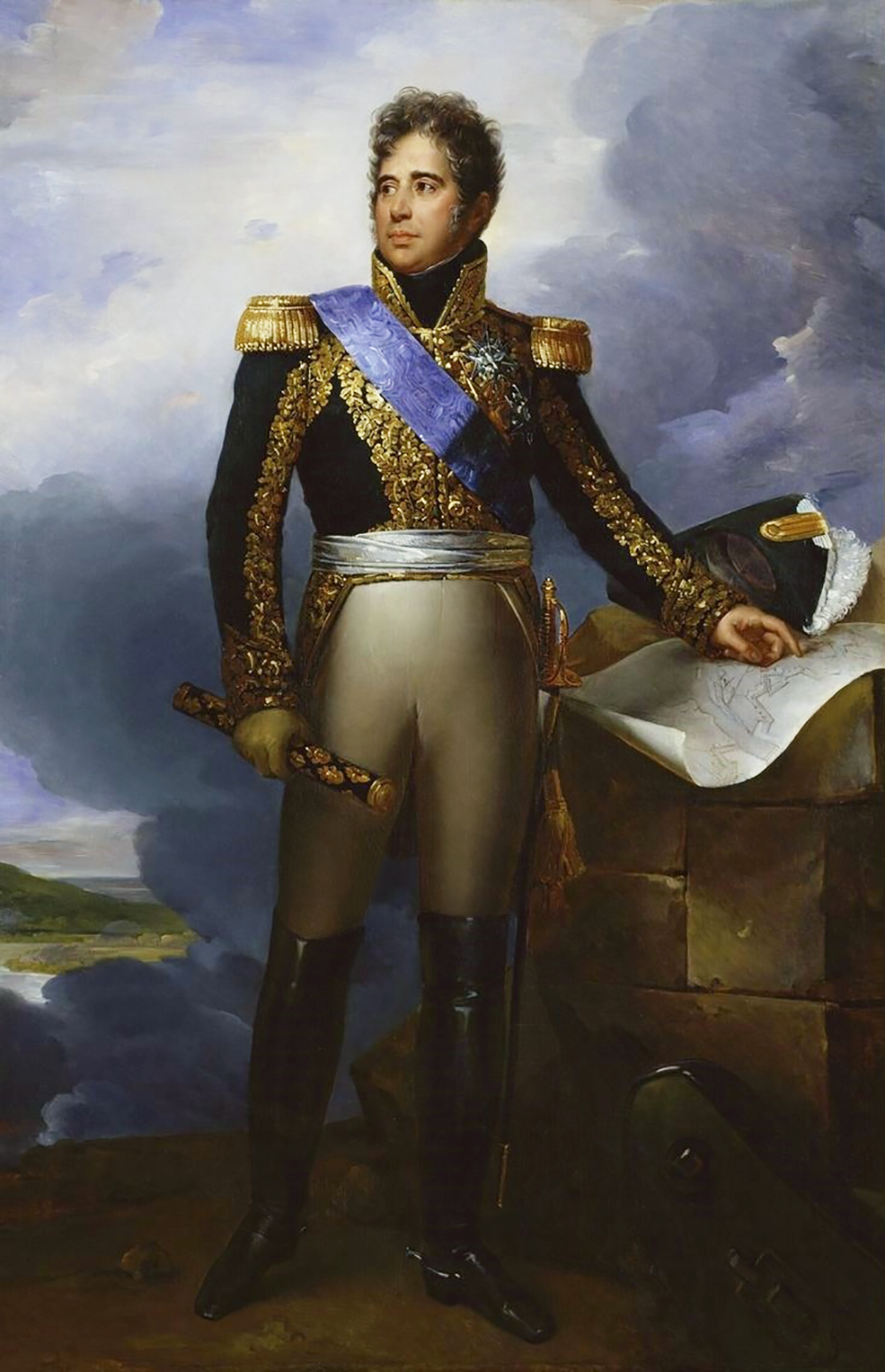
Le maréchal Law de Lauriston.

- Jean Victor Marie Moreau (1763-1813) (à titre posthume) en 1814[11]
- François Henri de Franquetot, duc de Coigny (1737-1821) en 1816
- Henri-Jacques-Guillaume Clarke, duc de Feltre (1765-1818) en 1816
- Pierre Riel, marquis de Beurnonville (1752-1821) en 1816
- Charles du Houx, baron de Vioménil (1734-1827) en 1816
- Jacques Law, marquis de Lauriston (1768-1828) en 1823
- Gabriel Molitor (1770-1849) en 1823

#### Trois maréchaux sousCharlesX(1827-1830)

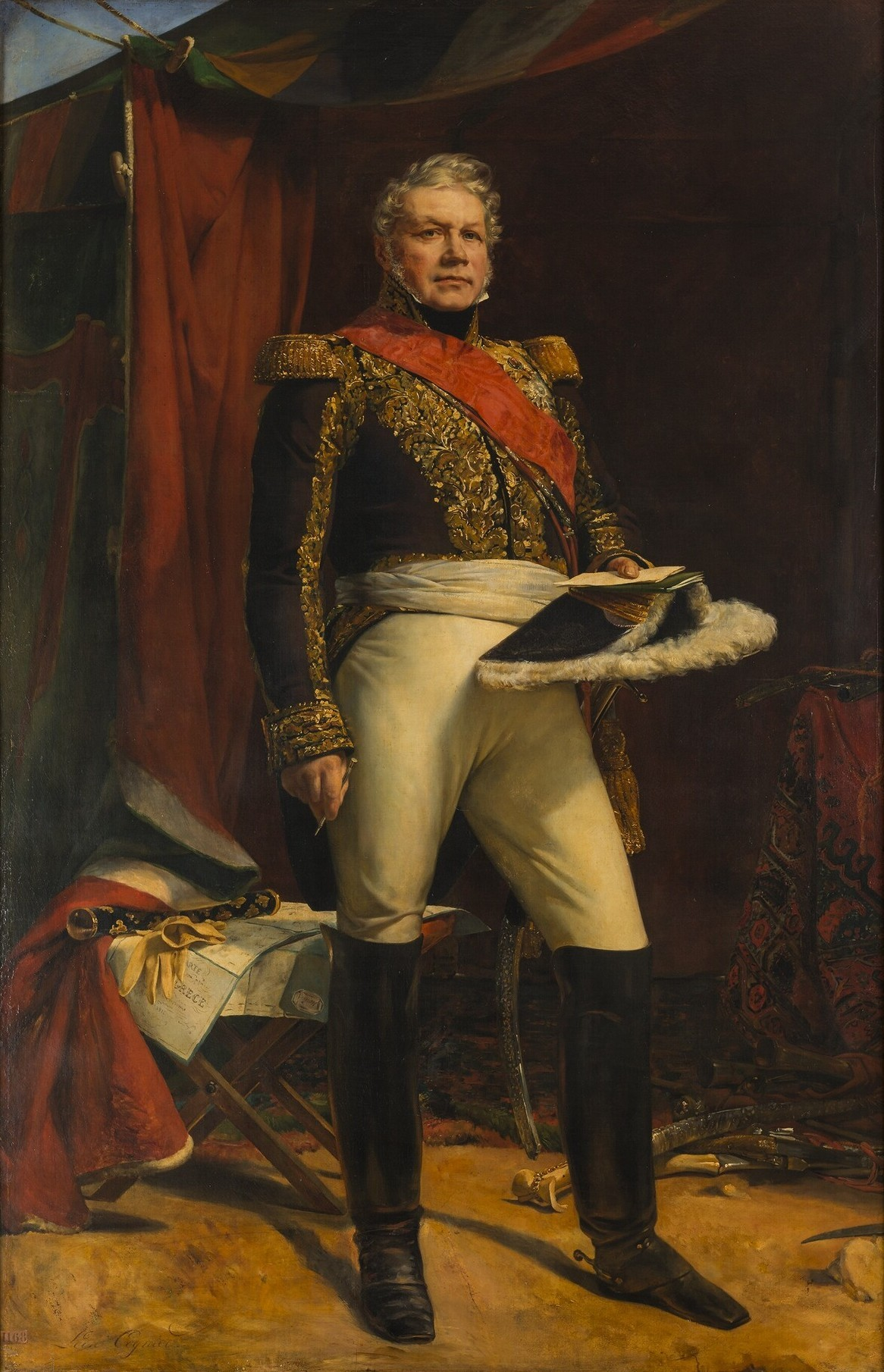
Le maréchal Maison.

- Louis Aloÿs de Hohenlohe-Waldenbourg-Bartenstein (1765-1829), maréchal de France en 1827
- Nicolas-Joseph Maison (1771-1840), maréchal de France en 1829
- Louis de Ghaisne, comte de Bourmont (1773-1846), maréchal de France en 1830

### Monarchie de Juillet(1830-1848)

#### Dix maréchaux sousLouis-PhilippeIer(1830-1848)

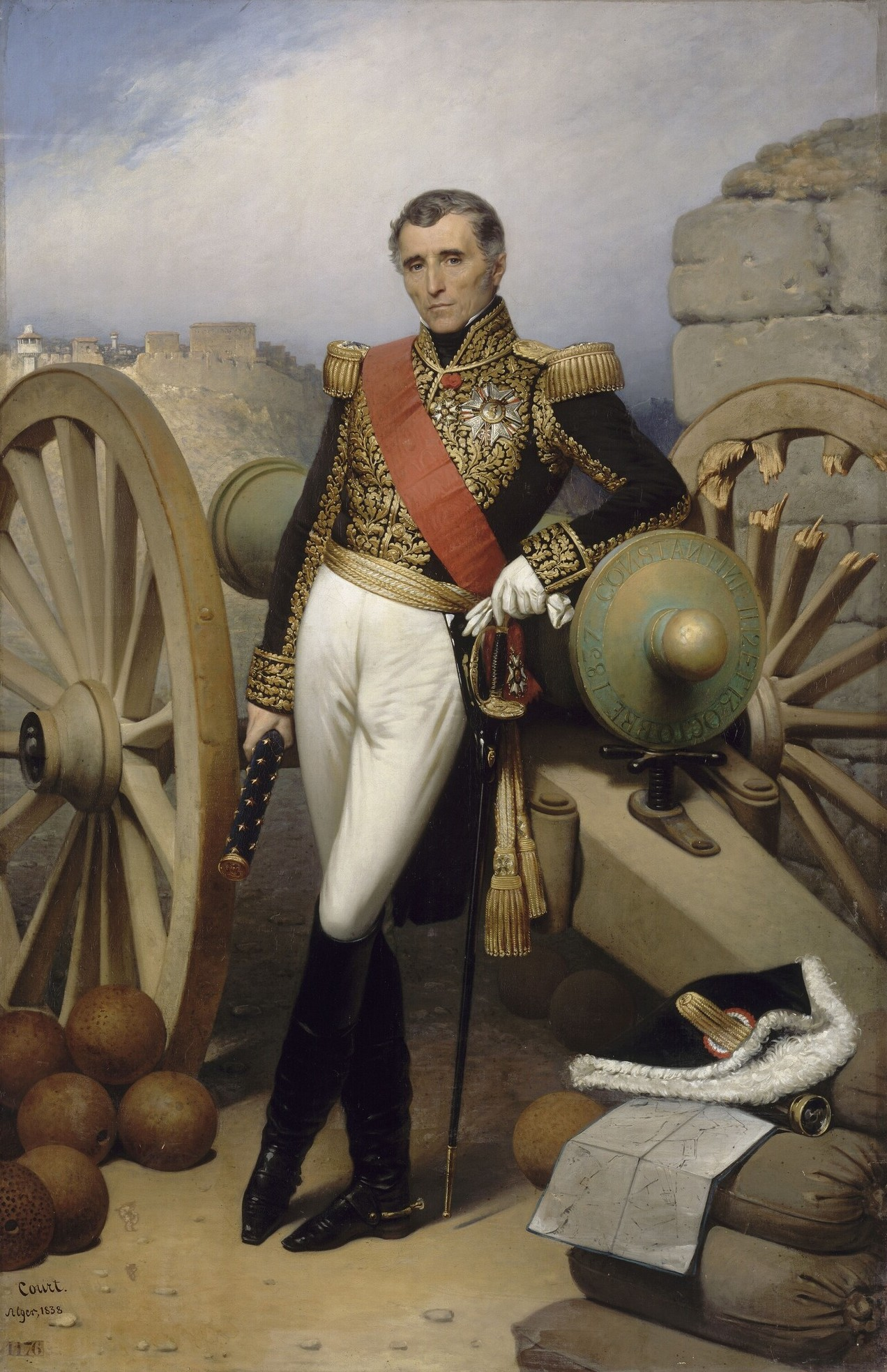
Le maréchal Valée.

- Étienne Maurice, comte Gérard (1773-1852), maréchal de France en 1830
- Bertrand Clauzel (1772-1842), maréchal de France en 1831
- Emmanuel, marquis de Grouchy (1766-1847), maréchal de France en 1831 (titre rendu)
- Georges Mouton, comte de Lobau (1770-1838), maréchal de France en 1831
- Sylvain Charles, comte Valée (1773-1846), maréchal de France en 1837
- François Horace Sébastiani (1772-1851), maréchal de France en 1840
- Jean-Baptiste, comte Drouet d'Erlon (1765-1844), maréchal de France en 1843
- Thomas Bugeaud, marquis de la Piconnerie, duc d'Isly (1784-1849), maréchal de France en 1843
- Honoré, comte Reille (1775-1860), maréchal de France en 1847
- Guillaume Dode, vicomte de la Brunerie (1775-1851), maréchal de France en 1847

### IIeRépublique(1848-1852)

#### Sept maréchaux sousLouis-Napoléon Bonaparte(1848-1852)

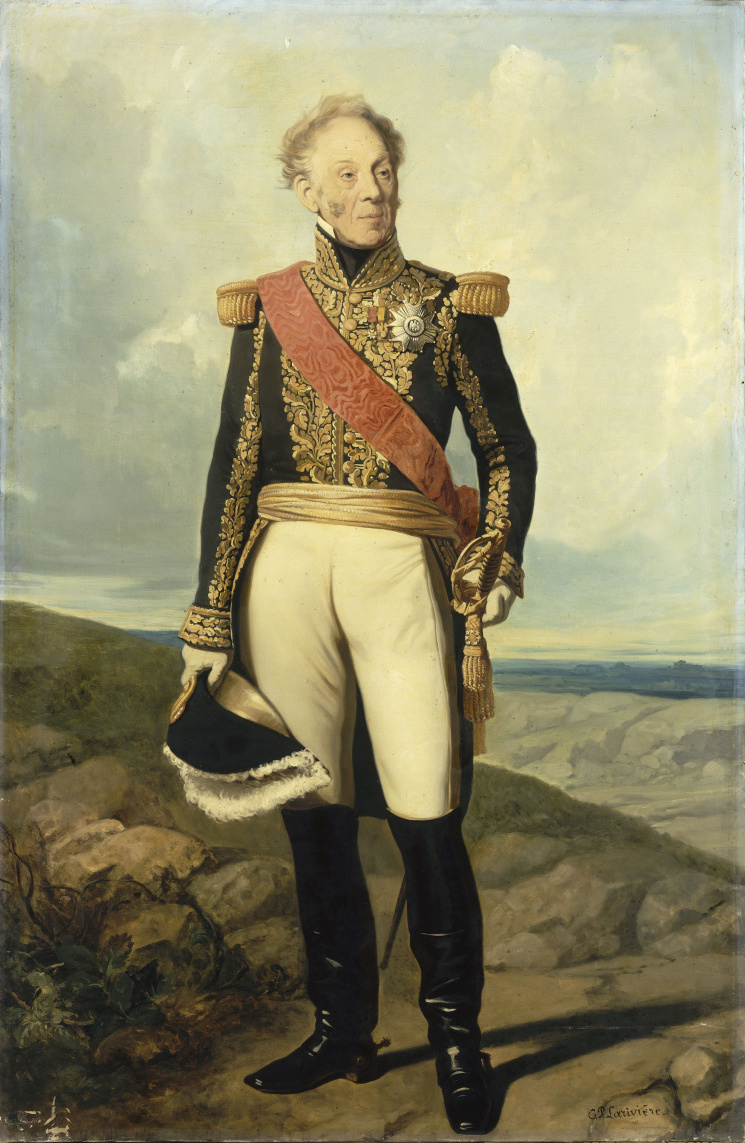
Le maréchal Exelmans.

- Jérôme Bonaparte, ancien roi de Westphalie (1784-1860), maréchal de France en 1850
- Rémy Joseph Isidore, comte Exelmans (1775-1852), maréchal de France en 1851
- Jean Isidore, comte Harispe (1768-1855), maréchal de France en 1851
- Jean-Baptiste Philibert Vaillant (1790-1872), maréchal de France en 1851
- Achille Armand Jacques Le Roy de Saint-Arnaud (1798-1854), maréchal de France en 1852
- Bernard Pierre Magnan (1791-1865), maréchal de France en 1852
- Esprit Victor Boniface, marquis de Castellane (1788-1862), maréchal de France à partir du 2 décembre 1852[12]

### Second Empire(1852-1870)

#### Douze maréchaux sousNapoléonIII(1852-1870)

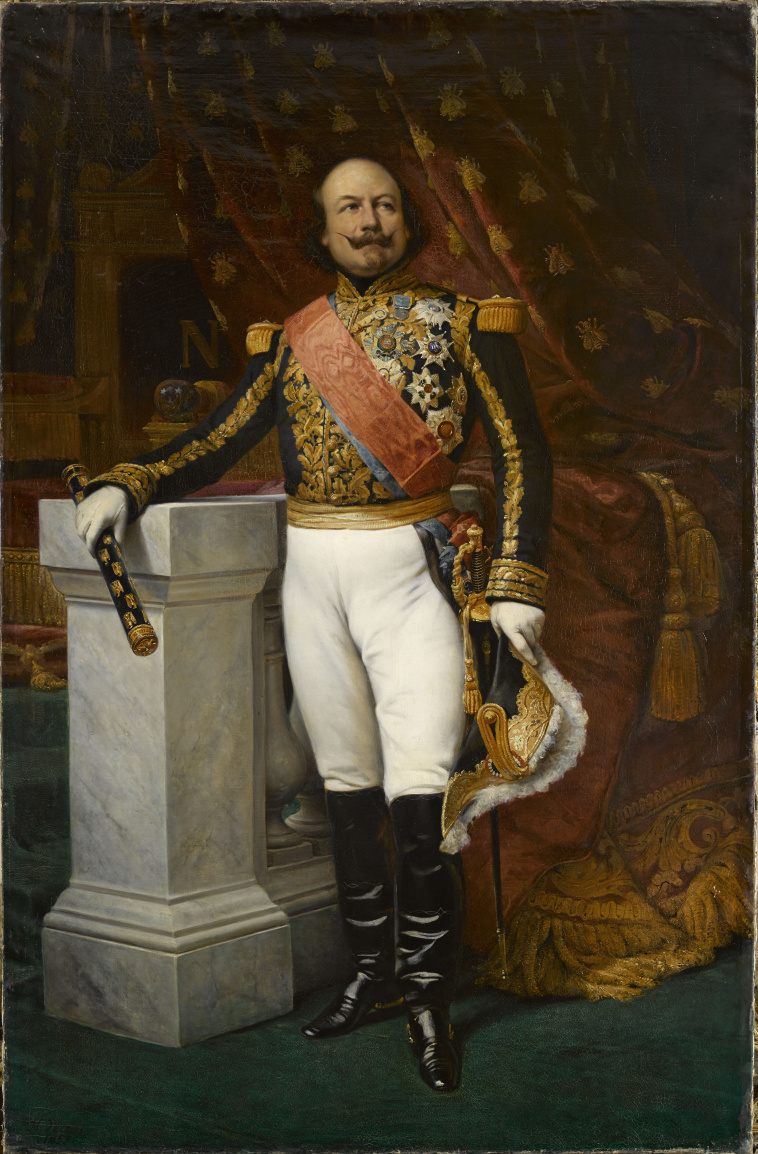
Le maréchal Certain de Canrobert.

- Achille, comte Baraguey d’Hilliers (1795-1878), maréchal de France en 1854
- Aimable Pélissier, duc de Malakoff (1794-1864), maréchal de France en 1855
- Jacques Louis César, comte Randon (1795-1871), maréchal de France en 1856
- François Certain de Canrobert (1809-1895), maréchal de France en 1856
- Pierre Joseph François Bosquet (1810-1861), maréchal de France en 1856
- Patrice, comte de Mac Mahon, duc de Magenta (1808-1893), maréchal de France en 1859
- Auguste Michel Étienne, comte Regnault de Saint-Jean-d’Angély (1794-1870), maréchal de France en 1859
- Adolphe Niel (1802-1869), maréchal de France en 1859
- Philippe Antoine, comte d’Ornano (1784-1863), maréchal de France en 1861
- Élie Frédéric Forey (1804-1872), maréchal de France en 1863
- François Achille Bazaine (1811-1888), maréchal de France en 1864
- Edmond Le Bœuf (1809-1888), maréchal de France en 1870[α]

### IIIeRépublique(1870-1940)

#### Trois maréchaux sousRaymond Poincaré(1913-1920)

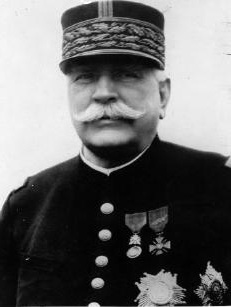
Maréchal Joffre.
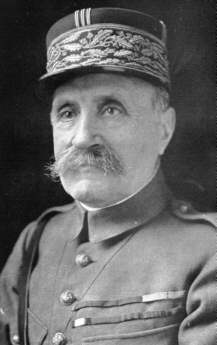
Maréchal Foch.
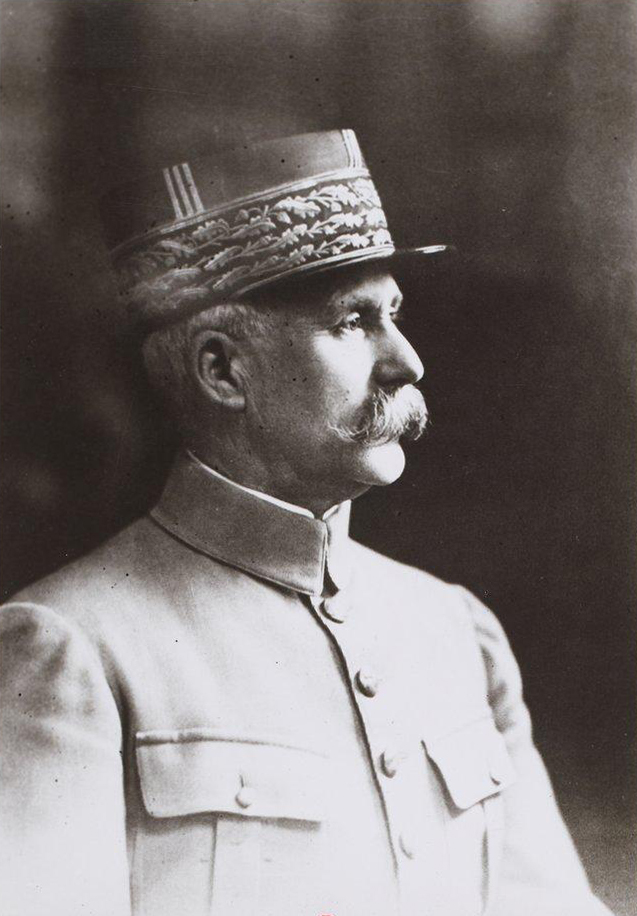
Philippe Pétain alors maréchal.

- Joseph Joffre (1852-1931), maréchal de France en 1916[β].
- Ferdinand Foch (1851-1929), maréchal de France en 1918[γ], maréchal du Royaume-Uni en 1919 et de Pologne en 1923.
- Philippe Pétain (1856-1951), maréchal de France en 1918[δ], déchu en 1945[d].

#### Cinq maréchaux sousAlexandre Millerand(1920-1924)

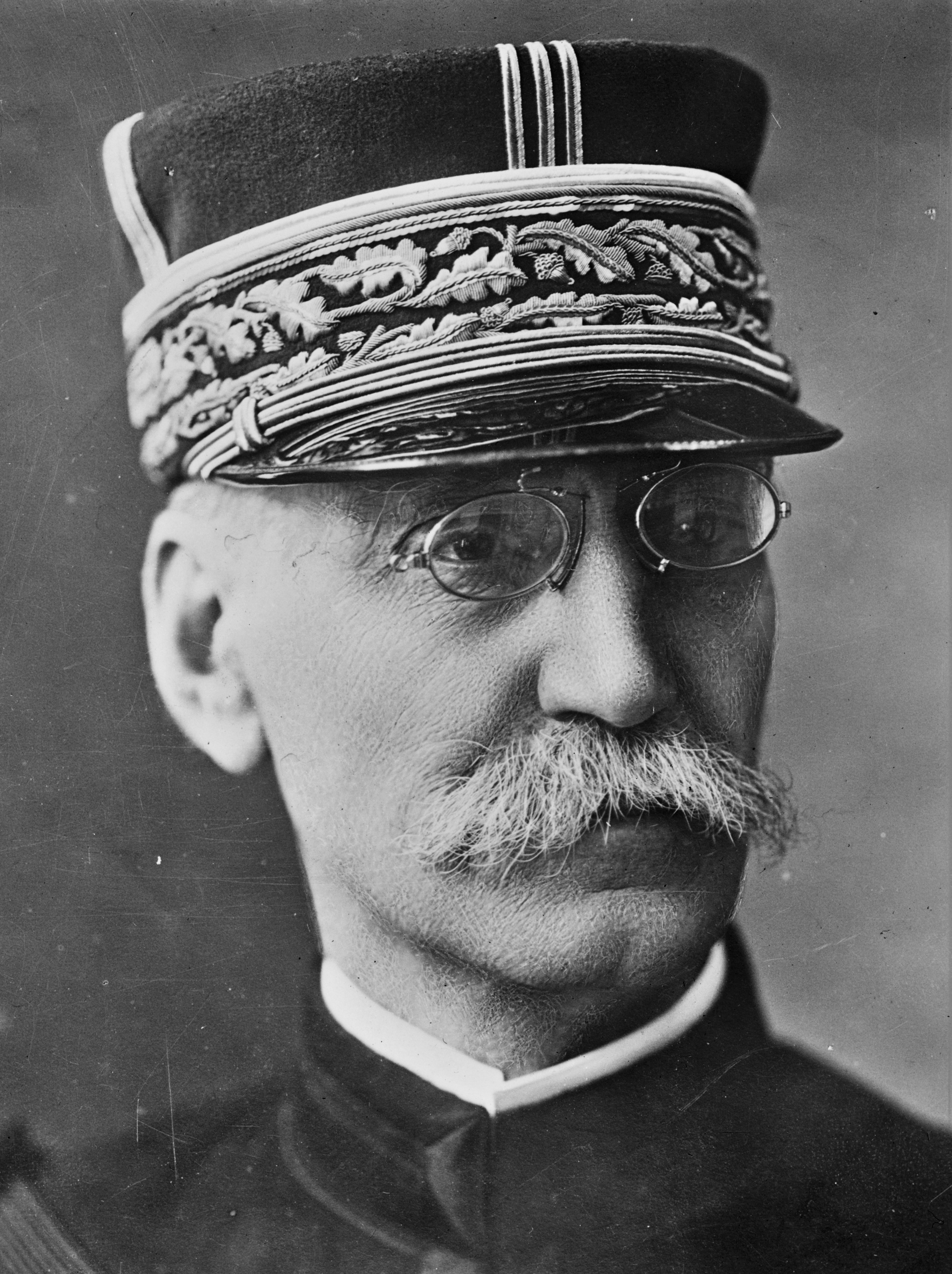
Maréchal Gallieni.
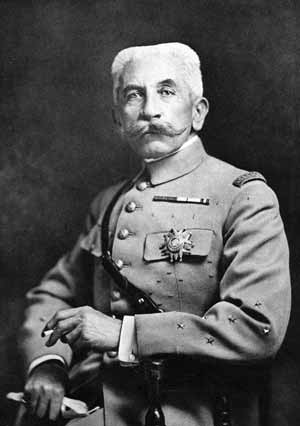
Maréchal Lyautey.
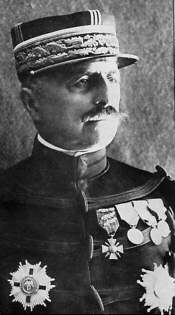
Maréchal Franchet d'Esperey.
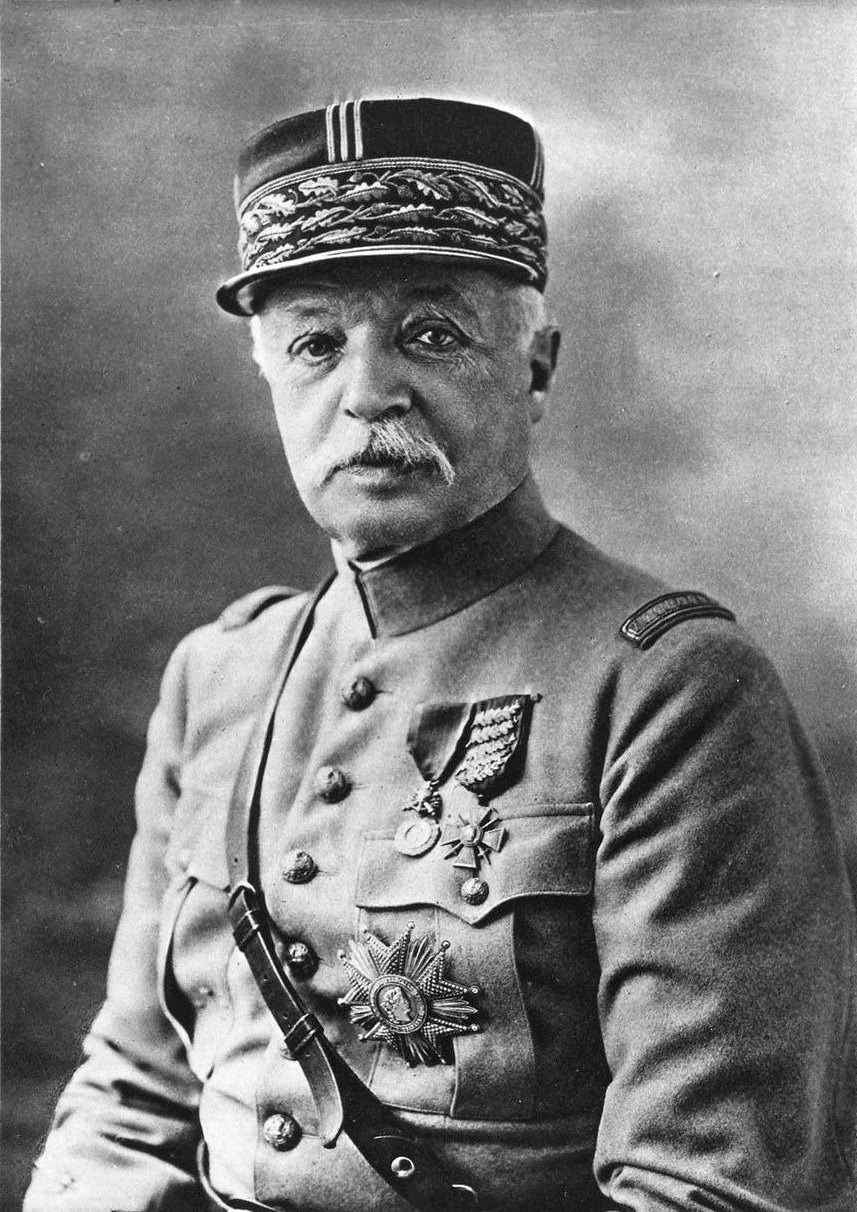
Maréchal Fayolle.
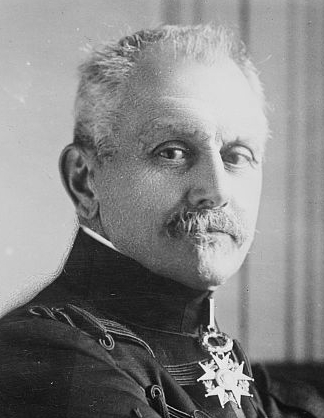
Maréchal Maunoury.

- Hubert Lyautey  (1854-1934), maréchal de France en 1921[ε].
- Louis Franchet d'Espèrey  (1856-1942), maréchal de France en 1921[ε], également nommé « voïvode de Yougoslavie » à titre honorifique.
- Émile Fayolle  (1852-1928), maréchal de France en 1921[ε].
- Joseph Gallieni (1849-1916), maréchal de France en 1921 (à titre posthume)[ζ].
- Michel Maunoury  (1847-1923), maréchal de France en 1923 (à titre posthume)[η].

### IVeRépublique(1946-1958)

#### Trois maréchaux sousVincent Auriol(1947-1954)

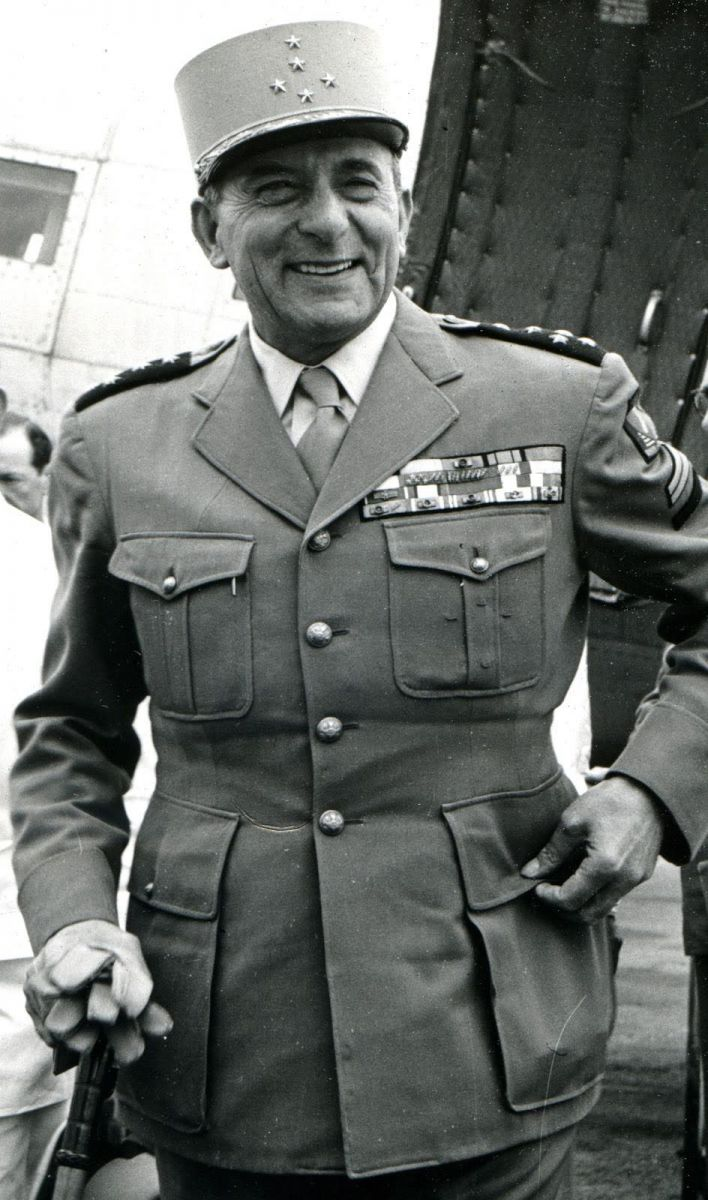
Le maréchal de Lattre alors général.
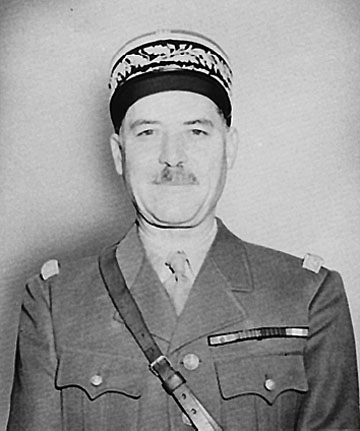
Le maréchal Juin alors général (vers 1943).
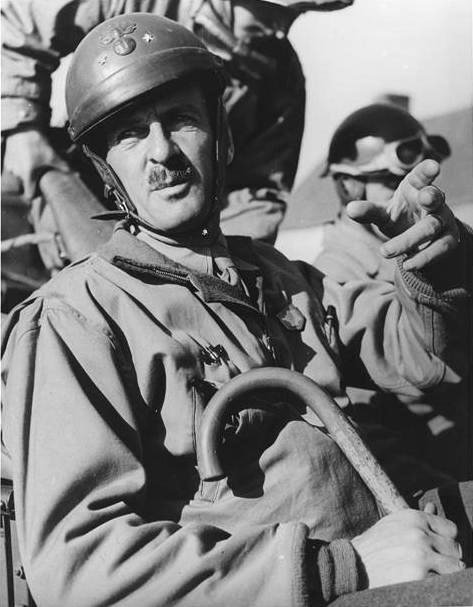
Le maréchal Leclerc, alors général (vers 1944).

- Jean de Lattre de Tassigny (1889-1952), maréchal de France le 15 janvier 1952 (à titre posthume, quatre jours après sa mort)[θ].
- Alphonse Juin (1888-1967), maréchal de France le 7 mai 1952[ι].
- Philippe Leclerc de Hauteclocque (1902-1947), maréchal de France le 23 août 1952 (à titre posthume)[κ].

### VeRépublique(depuis1958)

#### Un maréchal sousFrançois Mitterrand(1981-1995)
- Pierre Kœnig (1898-1970), maréchal de France en 1984 (à titre posthume)[λ].

## Refus du titre
La dignité a été refusée par trois personnes :
- le général de division Eugène Cavaignac, chef du premier gouvernement de la Deuxième République, en 1848 ;
- le général de division Louis-Jules Trochu, chef du gouvernement de la Défense nationale, en 1871 ;
- le général de brigade Charles de Gaulle, président du Gouvernement provisoire de la République française (GPRF), en 1946.

## Titre porté sans être nommé
Au XVIIe siècle, Charles d'Aubigné, frère de Madame de Maintenon, ayant su le mariage de sa sœur avec le roi Louis XIV et en tant que beau-frère, se proclama lui-même maréchal, disant à qui voulait l'entendre qu'il avait eu son bâton de maréchal en argent comptant,.